# Франкски път
Франкски път (на немски: Frankenstraße – Франкенщрасе) е средновековен път и име на някои улици в германски градове.
Свързван е със средновековния поклоннически път Via Francigena, наричан често и „Via Romea“, от Кентърбъри за Рим.
Франкенщрасе е път от ХІІІ век от Бауцен, където се отклонява от Via Regia, минава през Бишофсверда, Дрезден, Фрайберг, Хемниц и Цвикау, където стига до Via Imperii. Този път играе важна роля, както за заселването на франките в Саксония и Силезия, така и за транспорта от богатите мини в Ерцгебиргите така и е част от Пътят към Сантяго за поколнниците на Яков Зеведеев. Пътят е кръстосван от саксонската Залцщрасе и от Бохемския път Böhmischen Steigen.